# Ronde van Duitsland 1938
De Internationale Duitse Omloop 1938 was de zevende editie van de Ronde van Duitsland. De vorige editie werd gewonnen door Otto Weckerling. Hij werd dit jaar derde. De eindzege ging naar Hermann Schild nadat hij de tweede en twaalfde etappe had gewonnen. Zijn voorsprong op nummer 2 Frans Bonduel (ook bekend als Monsieur Paris-Bruxelles) bedroeg bijna veertig minuten.

## Etappeschema
| Etappe | Datum   | Start – Finish                | km    | Etappewinnaar    | Klassementsleider |
| ------ | ------- | ----------------------------- | ----- | ---------------- | ----------------- |
| 1      | 9 juni  | Berlijn – Zittau              | 259   | Georg Umbenhauer | Georg Umbenhauer  |
| 2      | juni    | Zittau – Chemnitz             | 294,1 | Hermann Schild   | Frans Bonduel     |
| 3      | juni    | Chemnitz – Schweinfurt        | 283,1 | Robert Wierinckx | Hermann Schild    |
| 4      | juni    | Schweinfurt – München         | 297,2 | Willi Oberbeck   | Hermann Schild    |
| 5      | juni    | München – Innsbruck           | 195,1 | Erich Bautz      | Hermann Schild    |
| 6      | juni    | Innsbruck – Friedrichshafen   | 237,5 | Robert Wierinckx | Hermann Schild    |
| 7      | juni    | Friedrichshafen – Freiburg    | 241,2 | Léon Level       | Hermann Schild    |
| 8      | juni    | Freiburg – Stuttgart          | 217   | Frans Bonduel    | Hermann Schild    |
| 9      | juni    | Stuttgart – Frankfurt am Main | 271,9 | Ernst Nievergelt | Hermann Schild    |
| 10     | juni    | Frankfurt am Main – Keulen    | 239   | Robert Wierinckx | Hermann Schild    |
| 11     | juni    | Keulen – Bielefeld            | 300   | Hermann Schild   | Hermann Schild    |
| 12     | juni    | Bielefeld – Hannover          | 239,8 | Emil Kijewski    | Hermann Schild    |
| 13     | juni    | Hannover – Hamburg            | 227   | Erich Bautz      | Hermann Schild    |
| 14     | juni    | Hamburg – Rostock             | 257   | Knud Jacobsen    | Hermann Schild    |
| 15     | 25 juni | Rostock – Berlijn             | 235,7 | Hans Pützfeld    | Hermann Schild    |

## Eindklassement
|   | Renner          | Tijd         |
| - | --------------- | ------------ |
| 1 | Hermann Schild  | 108h 46' 59" |
| 2 | Frans Bonduel   | + 38' 23"    |
| 3 | Otto Weckerling | + 40' 36"    |